# فرخنده شانه‌سرخ
فرخنده شانه‌سرخ (نام علمی: Tachyphonus phoenicius) نام یک گونه از سرده تندگوها است.